# 切割
切割是指向一個物體施加一个強勁的定向力，使物体分裂成两个或多个部分。通常用于切割的工具是刀和锯。其實任何足够锋利的物体只要它的硬度比要被切割的物体的硬度大，都能够用來切割。